# Северна Алијанса
Северна Алијанса, или Уједињени Фронт је име за авганистанску алијансу војски различитих ратних вођа који су се од 1996. до 2001. борили против талибанског режима који током тих година контролише преко деведесет одсто територије Авганистана. Осим главног војног лидера Ахмада Шаха Масуда истичу се и други лидери као Бурханудин Рабани и Абдил Рашид Достум - бивши муџахедини ратовали против СССР-а.
Након мукотрпне борбе важан се преокрет дешава услед терористичких напада 11. септембра 2001. на САД који су извели талибански савезници ал Каида и Осама бин Ладен. САД покрећу инвазију Авганистана ваздушним нападима на војне циљеве Талибана и терориста. Уз ваздушну помоћ, Северна Алијанса напредује Авганистаном те ослобађа Кабул и остале градове. Такав ослобођени Авганистан добива нову војску (бивша Северна Алијанса), нову владу и новог председника Хамида Карзаја.